# El refugio (telenovela)
El refugio è una telenovela argentina prodotta da Dori Media International nel 2006, con Francisco Bass, Jorge Maggio, María Fernanda Neil, Piru Sáez e Belén Scalella. In Argentina, la prima e unica stagione della telenovela è andata in onda dal 9 gennaio 2006 al 30 giugno 2006 su Canal 13.

## Trama
La storia ha come personaggi cinque ragazzi, Fran (Francisco Bass), Coco (Jorge Maggio), Fer (María Fernanda Neil), Piru (Piru Sáez) e Belu (Belén Scalella), che nonostante il carattere e le origini diverse, riescono a fondare una band molto affiatata. I cinque si ritrovano per caso davanti ad un teatro abbandonato, in un giorno di pioggia, e sin dall'inizio stringono una forte amicizia, suggellata da una passione comune: quella per la musica. Incontreranno Amadeo Echevarry (Roberto Catarineu), un vecchio professore di musica un tempo famoso, che li aiuterà a creare un gruppo musicale chiamato Rolabogan. In seguito alla ristrutturazione, il teatro verrà adibito a locale per i concerti, e il gruppo comincerà a riscuotere i primi successi, mentre inizieranno a venir fuori le prime storie d'amore, abbastanza intrecciate. La presenza di Máxima (Nora Cárpena), nonna di Fer, una donna malvagia e assetata di vendetta nei confronti del suo ex Echevarry, dal quale in passato ha avuto un figlio, e soprattutto di Marco (Santiago del Moro), ex di Fer, turberà gli equilibri all'interno del teatro e metterà a rischio la tenuta della band.

## Episodi
| Stagione | Episodi | Prima TV Argentina | Prima TV Italia |
| -------- | ------- | ------------------ | --------------- |
| 1        | 146     | 2006               | 2012-2013       |

### Trasmissione italiana
In Italia la serie è andata in onda dal 14 settembre 2012 su Rai Gulp, ed è stata sospesa all'episodio 37, a causa dei bassi ascolti, per poi essere ripresa a partire dal 15 giugno 2013, dal primo episodio in poi, sostituendo la telenovela Rebelde Way.
Rispetto all'originale e ad altre trasmissioni estere, la serie è divisa in due stagioni. La prima (trasmessa dal 15 giugno 2013 al 24 agosto 2013) va dal primo episodio al 74, mentre la seconda (trasmessa  dal 25 agosto 2013 al 2 novembre 2013), dal 75 fino al 150.
Il 13 agosto 2013 è stato trasmesso anche un episodio speciale (il numero 62), in cui i Rolabogan si esibivano nel teatro in uno show, tenutosi al teatro "El refugio". In questa occasione i telespettatori hanno potuto vedere alcune coreografie e musiche dal vivo e, in varie clip, le storie d'amore sorte all'interno della telenovela, i momenti migliori e alcune papere. Un altro episodio speciale è stato trasmesso in occasione della festa di compleanno di Fer.
Le trasmissioni sono terminate il 2 novembre 2013, per lasciar spazio alla quarta stagione della telenovela Rebelde Way.
Nuovamente andato in onda su Rai Gulp a partire dal gennaio 2017, dopo poche puntate la serie è stata nuovamente interrotta per lasciar spazio alla telenovela Rebelde Way.

## Doppiaggio
Durante il doppiaggio della serie in lingua italiana, i doppiatori della maggior parte dei personaggi sono cambiati due volte.
Il primo doppiaggio è avvenuto dal primo episodio al 74, e il secondo, invece, dall'episodio 75 fino ai restanti.
| Interprete          | Primo doppiatore italiano      | Secondo ed ultimo doppiatore italiano |
| ------------------- | ------------------------------ | ------------------------------------- |
| Francisco Bass      | Alessio Nissolino              | -                                     |
| Jorge Maggio        | Gianluca Crisafi               | -                                     |
| María Fernanda Neil | Francesca Rinaldi              | -                                     |
| Piru Sáez           | Federico Di Pofi               | Angelo Evangelista                    |
| Belén Scalella      | Monica Bertolotti              | -                                     |
| Nadia Di Cello      | Roberta De Roberto             | -                                     |
| Luz Cipriota        | Milva Bonacini                 | Giorgia Brugnoli                      |
| Benjamín Amadeo     | ?                              | Matteo Liofredi                       |
| Mauricio García     | Emanuele Ruzza                 | Omar Vitelli                          |
| Alfonso Burgos      | Paolo Corridore                | Alberto Caneva                        |
| Barbara Bustamante  | Gaia Bolognesi                 | Patrizia Salerno                      |
| Dalma Maradona      | Gaia Bolognesi                 | Joy Saltarelli                        |
| Federico Canepa     | Simone Veltroni                | -                                     |
| Sofía Bertolotto    | Ilaria Egitto                  | Greta Bonetti                         |
| Denise Romano       | Maia Orienti                   | ?                                     |
| Erika Kowalczyk     | Laura Amadei                   | Barbara Pitotti                       |
| Ariadna Asturzzi    | Giorgia Brugnoli               | Eleonora Reti                         |
| Roberto Catarineu   | Marco Mori                     | Marco Bonetti                         |
| Nora Cárpena        | Deborah Ciccorelli             | Ludovica Marineo                      |
| Carolina Vespa      | Anna Cugini e Daniela Debolini | Claudia Spadari                       |
| Pablo Heredia       | Luca Graziani                  | ?                                     |
| Irene Almus         | Emanuela Amato                 | ?                                     |
| Viviana Sáez        | Maura Ragazzoni                | Patrizia Bracaglia                    |
| Claudio Garofalo    | Stefano Billi                  | -                                     |

## Canzoni
Nel 2006 venne lanciato l'unico album della band Rolabogan contenente i seguenti track:
1. Andando la Vida
2. Bailo
3. Cada Puesta de Sol
4. Confundido
5. Dame Un Lugar
6. Dulces Secretos
7. Motivos
8. No Voy a Parar
9. ¿Qué es lo que Quiero?
10. Si Para Verte Feliz
11. Siempre te Esperaré
12. Vos y Yo

## Distribuzioni internazionali
El refugio è distribuita in vari paesi europei fra cui Romania, Italia, Spagna, Ungheria, Germania e altri come Israele.